# Dinastía aftasí
La dinastía aftasí o Banu-l-Aftas fue una dinastía bereber, de la tribu miknasí, que reinó durante la primera Taifa de Badajoz (1022-1094).
Cuando el Califato de Córdoba se escindió en reinos de taifa, tras un levantamiento y la conquista de la taifa de Lisboa, Abdal·lah ibn Al-Aftas (1022-1045) tomó el control de Badajoz. Bajo sus sucesores Al-Muzáffar (1045-1065) y Úmar al-Mutawákkil (1065-1094), Badajoz controló grandes extensiones del oeste de la península ibérica (actuales España y Portugal). En 1055 Badajoz se convirtió en tributaria de León con las parias. Poco después los abbadíes de Sevilla conquistaron parte de su territorio. En 1094 el reino fue anexionado por los almorávides.

## Soberanos aftasíes

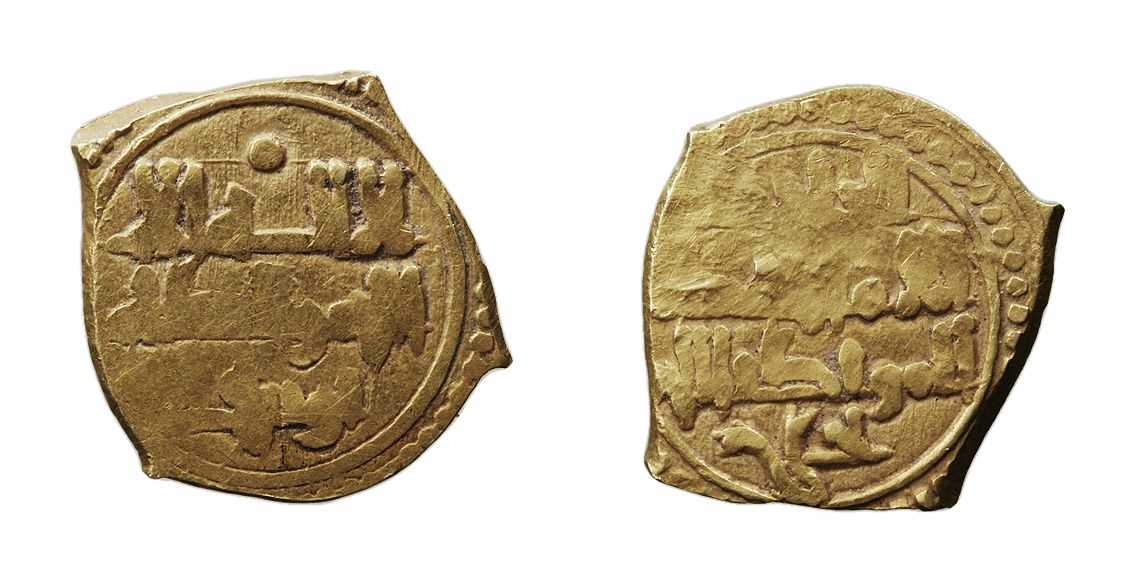
Moneda de Almanzor II de Badajoz.

### Abdalá
Abu Muhámmad bin Maslama bin Abdallah bin al-Tuyibi al-Mansur ibn el-Aftas: también conocido como Almanzor I de Badajoz; su primer reinado se produce entre los años 1022 y 1027. Tras la invasión del reino de taifa sevillano, restaura su poder y gobierna por segunda vez entre 1034 y 1045.

### Al-Mudáffar (1045-1068)
Abdalá fue sucedido por su hijo Abu Bakr Muhámmad al-Mudáffar, también llamado Modáfar I de Badajoz, que reina entre 1045 y 1068. Al-Mudáffar ha pasado a la posteridad por sus aficiones cultas y su apoyo a las artes y la ciencia. Se ha llegado a decir de él que escribió una vasta enciclopedia en cuarenta volúmenes, hoy perdida.
No obstante, la época de al-Mudáffar se vio salpicada de abundantes guerras. Primero con el rey al-Ma’mun de Toledo, hacia el año 1046, hostilidades que sólo cesaron cuando el toledano se enfrentó con el rey de Sevilla. 
Los conflictos entre las taifas de Badajoz y de Sevilla continuaron bajo el reinado de al-Mudáffar: cuando el rey sevillano al-Mu’tadid se apoderó de Mértola en 1044 y, a continuación, atacó Niebla, al-Mudáffar acudió en socorro de esta ciudad, obligando a la retirada al rey de Sevilla. En el año 1050, la guerra volvió a reavivarse y el rey aftasí de Badajoz fue vencido por los sevillanos cerca de Évora. En el verano de 1051 convinieron la paz Badajoz y Sevilla, por intercesión del soberano de Córdoba, que veía cómo los cristianos avanzaban de forma inexorable mientras las taifas musulmanas guerreaban entre ellas. 
A pesar de la paz con Sevilla, al-Mudáffar no pudo evitar, entre 1057 y 1058, la pérdida a manos de los ejércitos de Fernando I de León de los enclaves de Lamego, Viseo, Tarouca, Travanca y Penela, entre otros. En 1064 al-Mudáffar perdió Coímbra, una de sus principales ciudades, con lo que los musulmanes hubieron de replegarse al sur del río Mondego. Ésta es la última noticia de la que nos informan las fuentes sobre este rey de la taifa de Badajoz, además de que falleció en el año 1068.

### Al-Mansur
Yahya ben Muhámmad al-Mansur reinó entre 1068 y 1073/1079. También llamado Almanzor II de Badajoz.

### Omar al-Muttawákil
Abu Muhámmad Ómar al-Muttawákil ben al-Mudáffar reinó entre 1073/1079 y 1094.